# Eureka (Edgar Allan Poe)
Eureka: A Prose Poem is een werk van de Amerikaanse schrijver Edgar Allan Poe uit 1848. Het is een essay over het materiële en spirituele universum. Hierin geeft hij zijn visie op het ontstaan en de ontwikkeling van het universum. Veel van wat hij in dit essay heeft beweerd was erg vooruitstrevend en soms ronduit profetisch. 
Zo gaat hij er onder andere van uit dat het heelal is ontstaan door een soort van explosie van verschillende componenten, en dit jaren voordat de bigbangtheorie werd bedacht. Daarnaast oppert hij de theorie dat het heelal zich steeds verder uitbreidt en uiteindelijk weer ineen zal krimpen, iets dat Einstein decennia later naar voren brengt in zijn theorieën. Het werk bevat  ook een spirituele kant waarin Poe probeert de zin van het leven bloot te leggen. Hij presenteerde het essay in 1848 in de vorm van een lezing en na aanvankelijk enthousiasme van literatuurliefhebbers en kunstenaars tijdens de lezingen die hij hield, werd het essay gepubliceerd in boekvorm in een oplage van 500 stuks. 
Ondanks de grote verwachtingen die Poe had, werd het slechts matig verkocht en de grote erkenning voor zijn boek bleef uit, waarschijnlijk ook omdat de stellingen die erin beschreven werden te vooruitstrevend waren, en niet werden begrepen. Hij kreeg na de uitgave van zijn boek ook te maken met veel kritiek vanuit de wetenschappelijke wereld en vanuit de kerk die het totaal niet eens waren met zijn denkbeelden.
In tegenstelling tot zijn overig proza is Eureka stilistisch niet erg sterk geschreven. Het essay is geschreven in de vorm van een lezing zoals hij dat voor het publiek gaf. Hij heeft het stuk niet of weinig aangepast alvorens het werd uitgegeven in boekvorm. Hoewel hij zich met dit boek min of meer begaf op het terrein van wetenschap en filosofie, wilde hij zijn werk alleen als een “prozagedicht” gelezen zou worden, zoals blijkt uit de laatste zin die hij heeft geschreven in het voorwoord van Eureka: Nevertheless it is as a poem only that I wish this work to be judged after I am dead. Hieruit blijkt dat hij verwachtte niet lang meer te zullen leven. Dit is wellicht de reden dat hij niet de tijd heeft genomen het stuk geschikter te maken voor boekvorm.
Het essay is grotendeels onopgemerkt gebleven, zeker in vergelijking met zijn overig proza. Het geniet pas enige bekendheid sinds er in 1994 een artikel over verscheen in het Quarterly Journal of the Royal Astronomical Society. In 2003 is Eureka in het Nederlands in boekvorm verschenen.